# Gens Aquíl·lia
La gens Aquíl·lia (en llatí: gens Aquillia) va ser una família romana patrícia i plebea. Aquest nom es troba escrit a les monedes com Aquillius però als manuscrits apareix com Aquilus. Gai Aquil·li Tusc ja és mencionat com a cònsol l'any 487 aC.
Van prendre els cognoms Corvus, Crassus, Florus, Gallus i Tuscus.
Dos membres de la família ja van conspirar contra els Tarquinis. Altres membres destacats van ser:
- Gai Aquil·li Tusc, cònsol el 487 aC;
- Mani Aquil·li, cònsol el 129 aC;
- Mani Aquil·li el Jove, cònsol el 101 aC.
- Aquília Severa casada amb l'emperador Elagàbal